# Craterosiphon montanus
Craterosiphon montanus är en tibastväxtart som beskrevs av Domke. Craterosiphon montanus ingår i släktet Craterosiphon och familjen tibastväxter. Inga underarter finns listade i Catalogue of Life.